# Laundry Service: Washed and Dried
Laundry Service: Washed & Dried is een album van de Colombiaanse zangeres Shakira. Het werd uitgebracht in 2002 en is een gewijzigde versie van het, toen al zeer succesvolle, album Laundry Service.

## Lijst van nummers

### Cd 1
1. "Objection (Tango)" (Shakira) - 3:44
2. "Underneath Your Clothes" (Mendez/Shakira) - 3:45
3. "Whenever, Wherever" (G. Estefan/Mitchell/Shakira) - 3:16
4. "Rules" (Mendez/Shakira) - 3:40
5. "The One" (Ballard/Shakira) - 3:43
6. "Ready for the Good Times" (Mendez/Shakira) - 4:14
7. "Fool" (Buckley/Shakira) - 3:51
8. "Te Dejo Madrid" (Mitchell/Noriega/Shakira) - 3:07
9. "Poem to a Horse" (Ochoa/Shakira) - 4:09
10. "Que Me Quedes Tú" (Ochoa/Shakira) - 4:48
11. "Eyes Like Yours (Ojos Así)" (G. Estefan/Flores/Garza/Shakira) - 3:58
12. "Suerte" (Mitchell/Shakira) - 3:16
13. "Te Aviso, Te Anuncio (Tango)" (Shakira) - 3:43
14. "Whenever, Wherever (Sahara Mix) (Bonus Track)" (G. Estefan/Mitchell/Shakira) - 3:57
15. "Underneath Your Clothes (Acoustic Version) (Bonus Track)" (Mendez/Shakira) - 3:57
16. "Objection (Tango) (Afro-Punk Version) (Bonus Track)" (Shakira) - 3:53

## Lijst van video-opnames

### Cd 2
1. Objection (Tango) Live From The MTV Video Music Awards
2. MTV's Making Of "Objection"
3. Objection (Tango)